# 1642.
◄ | 16. stoljeće | 17. stoljeće | 18. stoljeće | ►
◄ | 1610-ih | 1620-ih | 1630-ih | 1640-ih | 1650-ih | 1660-ih | 1670-ih | ►
◄◄ | ◄ | 1639. | 1640. | 1641. | 1642. | 1643. | 1644. | 1645. | ► | ►►
Arhitektura • Astronomija • Glazba • Kazalište • Kiparstvo • Knjige • Književnost • Kršćanstvo • Medicina • Politika • Pravo • Promet • Slikarstvo • Znanost

## Rođenja
- 2. siječnja – Mehmed IV., turski sultan († 1693.)

## Smrti
- 8. siječnja – Galileo Galilei, matematičar, fizičar, astronom
- 3. srpnja – Marija de' Medici, francuska kraljica (* 1573.)

## Vanjske poveznice
|  | Zajednički poslužitelj ima još gradiva o temi 1642. |